# Уайетт, Джеймс
Джеймс Уа́йетт (англ. James Wyatt; 3 августа 1746, Уифорд, Стаффордшир — 4 сентября 1813, Лондон) — английский архитектор периода «романтического классицизма», соперник Роберта Адама как в неоклассическом, так и в неоготическом стилях. В 1805—1806 годах был президентом Королевской академии художеств в Лондоне.

## Биография
Джеймс Уайетт был шестым сыном Бенджамина Уайетта, фермера, торговца лесом и строителя. В четырнадцать лет его склонность к рисованию привлекла внимание лорда Бэгота из Стаффордшира, недавно назначенного послом при папе, который взял его с собой в Рим. Уайетт шесть лет провёл в Италии (1762—1768), изучая классическую архитектуру. Лорд Бэгот был также секретарём Чарльза Комптона, посольства 7-го графа Нортгемптона в Венецианской республике. В Венеции Уайетт учился у архитектора, рисовальщика, живописца и гравёра Антонио Визентини, мастера архитектурных перспективных фантазий и причудливых композиций в жанре «каприччио». В Риме Уайетт, «как говорят, вызвал некоторое волнение бесстрашием, с которым он делал размеренные рисунки купола собора Святого Петра, лёжа на спине на лестнице, подвешенной горизонтально, без люльки и боковых перил, над ужасной пустотой в триста футов».
По возвращении в Англию в 1768 году Джеймс Уайетт по протекции одного из старших братьев получил заказ на проектирование и оформление дома собраний (впоследствии театра) «Пантеон», построен в 1770—1772 годах (разрушен в 1937), и получившего, в частности, восторженный отзыв Хораса Уолпола «как о прекраснейшем здании Англии», в основном из-за оформления интерьеров. Проект был выставлен в Королевской академии, затем последовали частные заказы, и в возрасте двадцати шести лет Уайетт стал модным частным архитектором, а 27 августа 1770 года — членом Королевской академии.
Построенные им загородные дома в неоклассическом стиле включают Хитон-холл недалеко от Манчестера (1772), Хевенингем-холл в Саффолке (1788—1799) и Касл-Кул в Ирландии, а также Пакингтон-холл в Стаффордшире, дом семьи Леветт и Додингтон-парк в Глостершире для семьи Кодрингтон. 15 февраля 1785 года Уайетт был избран академиком Королевской академии.
В 1776 году Уайетт сменил Генри Кина на посту инспектора Вестминстерского аббатства (в этом же году он был назначен архитектором графини Хоум в Home House, хотя год спустя был уволен и заменен Робертом Адамом). В 1782 году Уайетт стал, кроме того, архитектором артиллерийского вооружения. Смерть сэра Уильяма Чеймберса в 1796 году принесла ему должность Генерального инспектора и контролёра работ (Surveyor General and Comptroller of the Works).
В последующие годы Джеймс Уайетт работал для королевы Шарлотты. В 1800 году ему было поручено провести перестройку Виндзорского замка, которая, вероятно, была бы гораздо более значительной, если бы не болезнь короля Георга III, а в 1802 году он проектировал для короля «странный замок-дворец» (strange castellated palace) в Кью, который вошёл в историю архитектуры из-за широкого использование конструкций из чугуна.
Уайетт получал больше заказов, чем мог выполнить. Его обширная практика и должностные обязанности оставляли ему мало времени, чтобы уделять должное внимание просьбам своих клиентов. Уайетт был успешным, но поверхностным проектировщиком, его работы не отличались каким-либо ярко выраженным индивидуальным стилем, а, скорее отражали дух эпохи, не лишённый эклектического мышления. В то время, когда он начал свою практику, модными архитекторами были братья Адам, чей стиль оформления интерьеров он начал имитировать с таким успехом, что они жаловались на плагиат во введении к своим «Работам по архитектуре», вышедшим в 1773 году.
Значительная часть работ Джеймса Уайетта выполнена в строгой манере Адама с орнаментами и медальонами в «этрусском стиле» (по определению Адама), точнее в позднегеоргианском стиле (Late Georgian), или стиле времени правления короля Георга III (1760—1801).
Между тем, репутацию Уайетта как соперника Роберта Адама в некотором отношении затмила его известность «готического архитектора». Каждому «георгианскому архитектору» время от времени приходилось создавать проекты в «средневековом стиле», и Уайетт не был первым. Однако, в то время как его предшественники просто добавляли к фасадам зданий готический декор, зубцы и остроконечные окна, Уайетт пошёл дальше и в полной мере использовал живописные качества средневековой архитектуры за счет нерегулярной группировки башен и шпилей.
В 1802 году Уайетт построил новый дом для Джона Эгертона, 7-го графа Бриджуотера, в поместье Эшридж в Хартфордшире, которое ныне является памятником архитектуры в Англии I степени. В 1805—1806 годах был президентом Королевской академии художеств в Лондоне.
Джеймс Уайетт скончался 4 сентября 1813 года в результате аварии кареты, в которой он ехал через Мальборо-Даунс со своим другом и работодателем Кристофером Бетелл-Кодрингтоном из Додингтон-парка. Он был похоронен в Вестминстерском аббатстве.
У него осталась вдова Рэйчел и четыре сына, из которых старший, Бенджамин Дин (1775—1850?), и младший, Филип, стали известными архитекторами. Второй сын, Мэтью Коутс (1777—1862), был скульптором, лучшая работа которого — бронзовая статуя Георга III установлена на Кокспур-стрит недалеко от Трафальгарской площади. Третий сын, Чарльз, какое-то время служил в Ост-Индской компании в Калькутте, но в 1801 году вернулся в Англию; о его дальнейшей карьере ничего не известно.
У Джеймса Уайетта было много учеников, среди них: Уильям Аткинсон, В. Блогг, Х. Браун, Джозеф Диксон, Джон Фостер, Дж. М. Ганди, К. Хамфри, Генри Китчен, Джеймс Райт Сандерсон, Р. Смит, Томас и Джон Вестмакотты, М. Винн и другие.

## Галерея

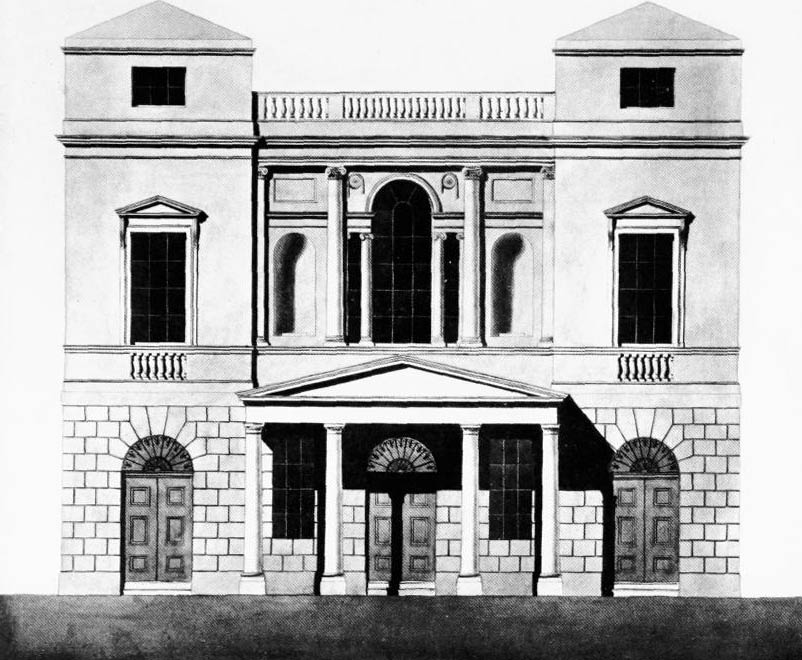
Пантеон. Главный фасад. Оксфорд-Стрит, Лондон. Чертёж Дж. Уайетта. 1769
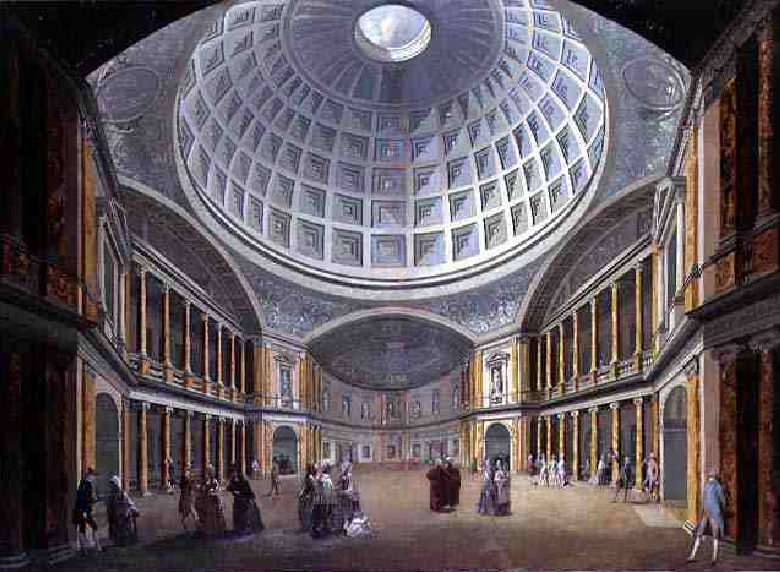
Пантеон. Интерьер. Акварель ок. 1790
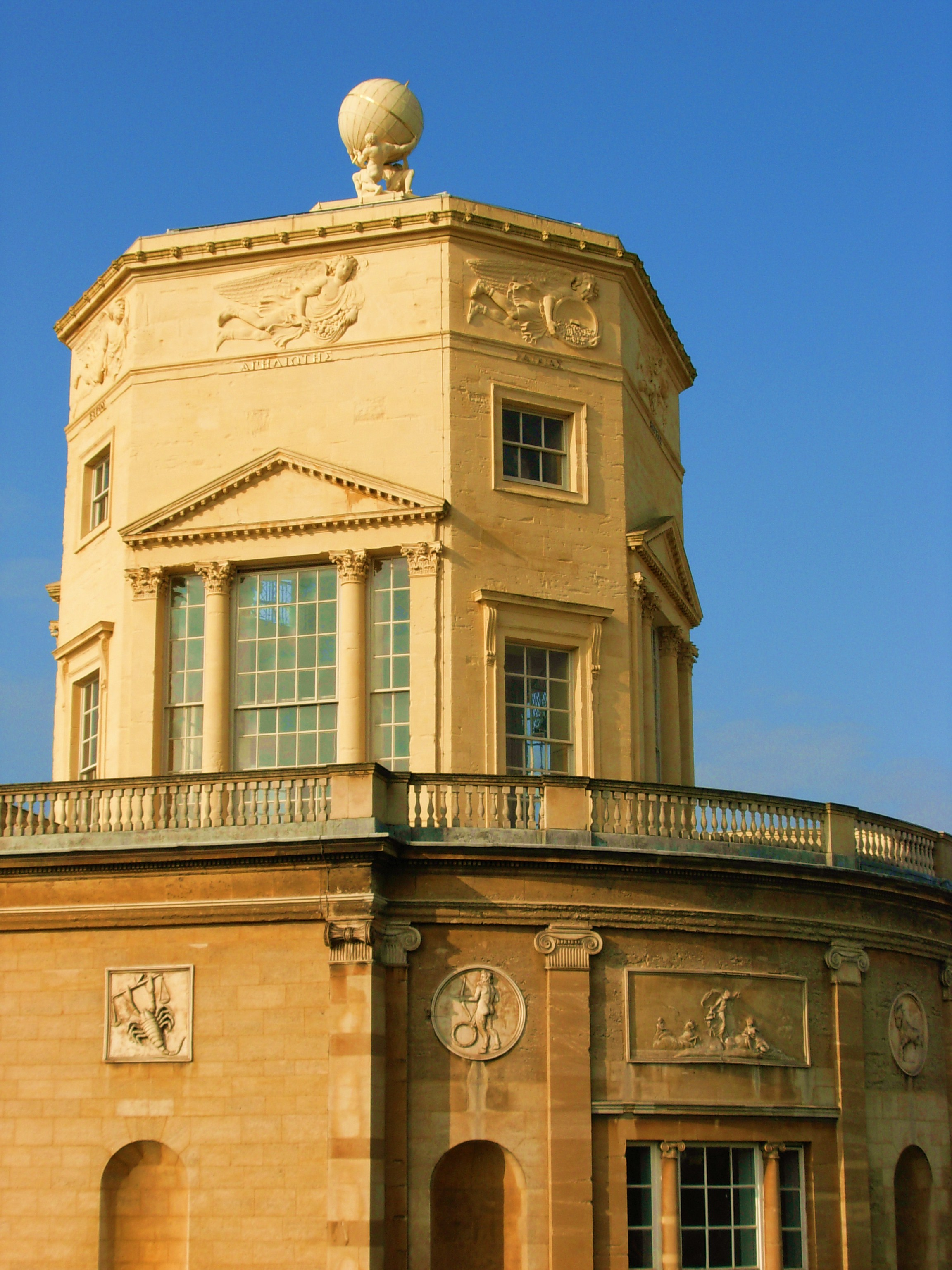
Башня ветров. Обсерватория Рэдклиффа. 1794. Оксфорд
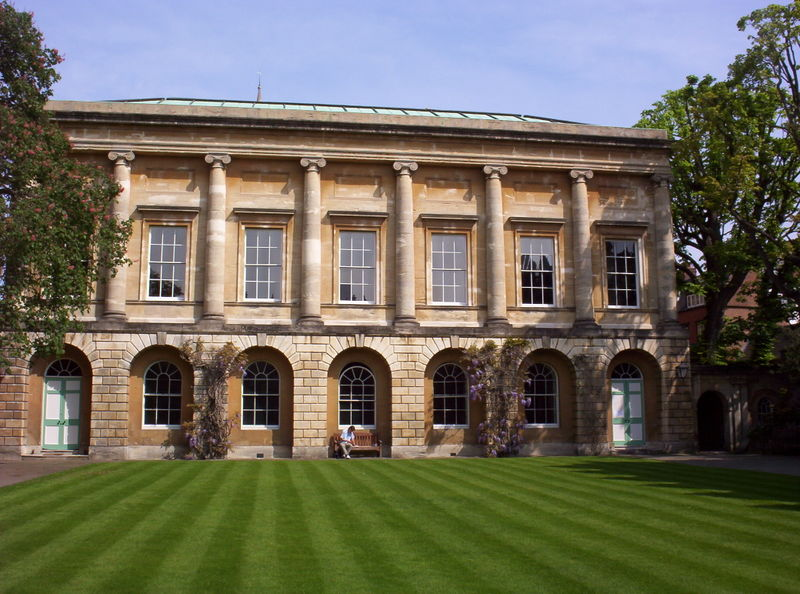
Oриел-Колледж, Оксфорд. 1788–1791
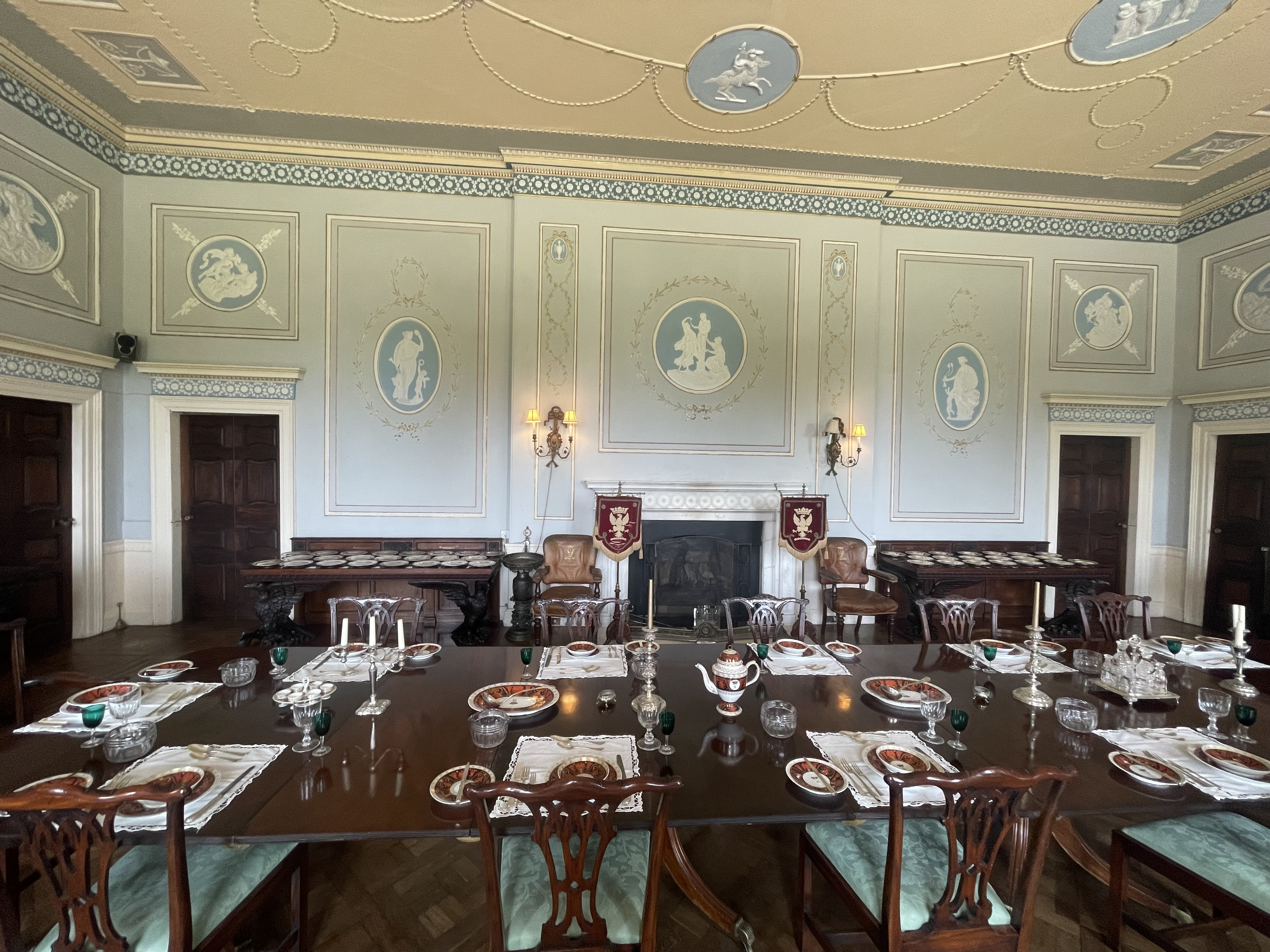
Столовая. Вестпорт-Хаус
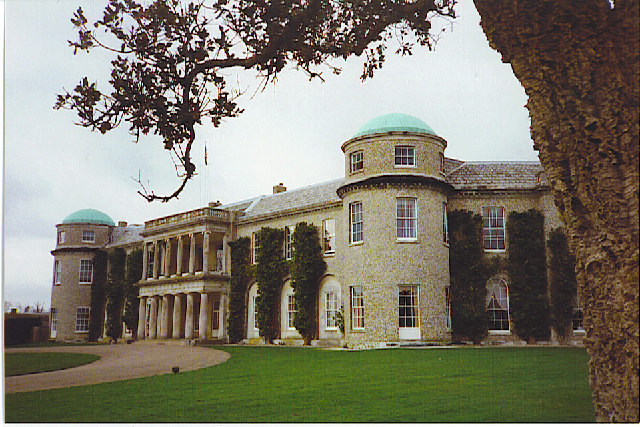
Гудвуд-Хаус
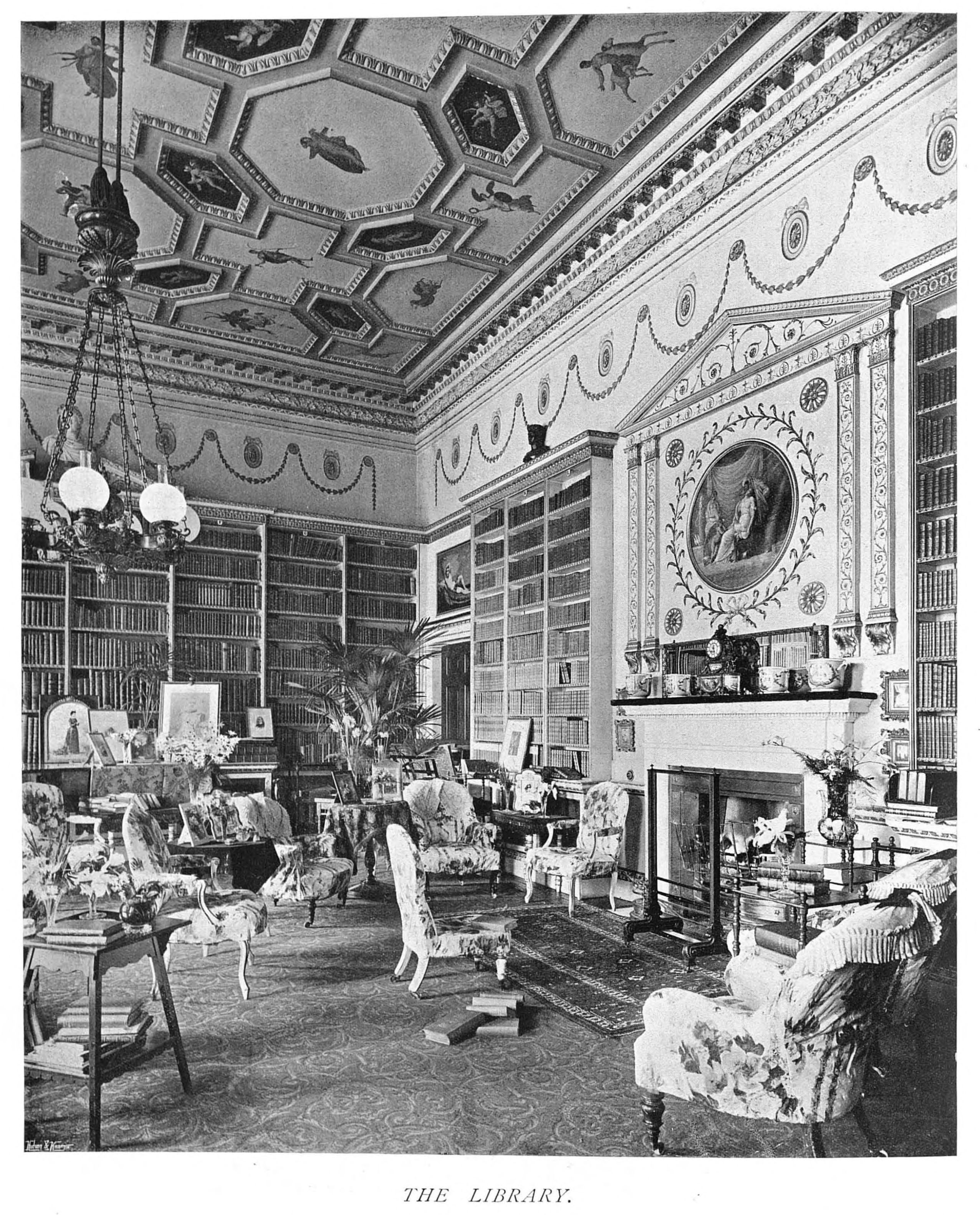
Гудвуд-Хаус, Суссекс. Библиотека
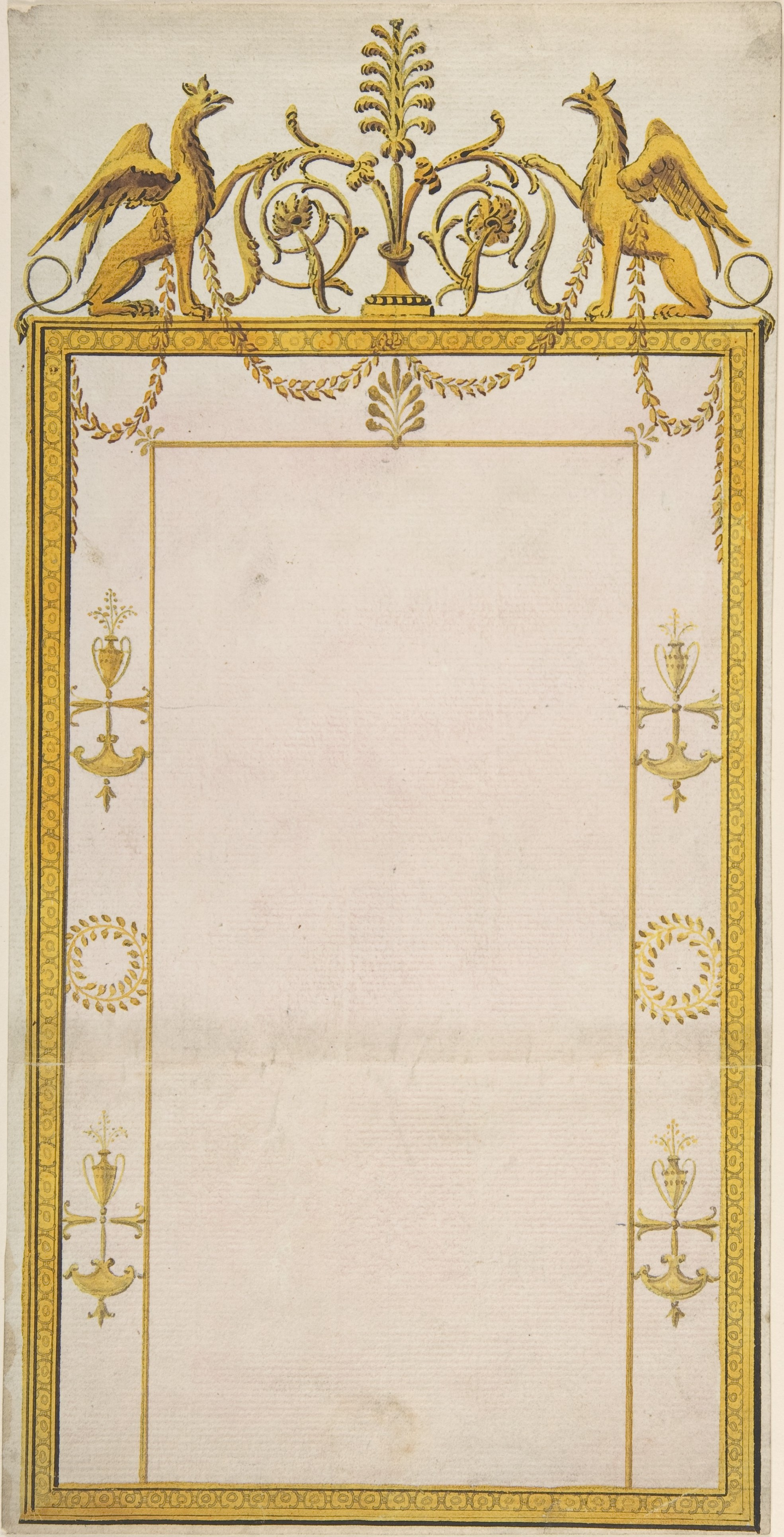
Проект зеркала
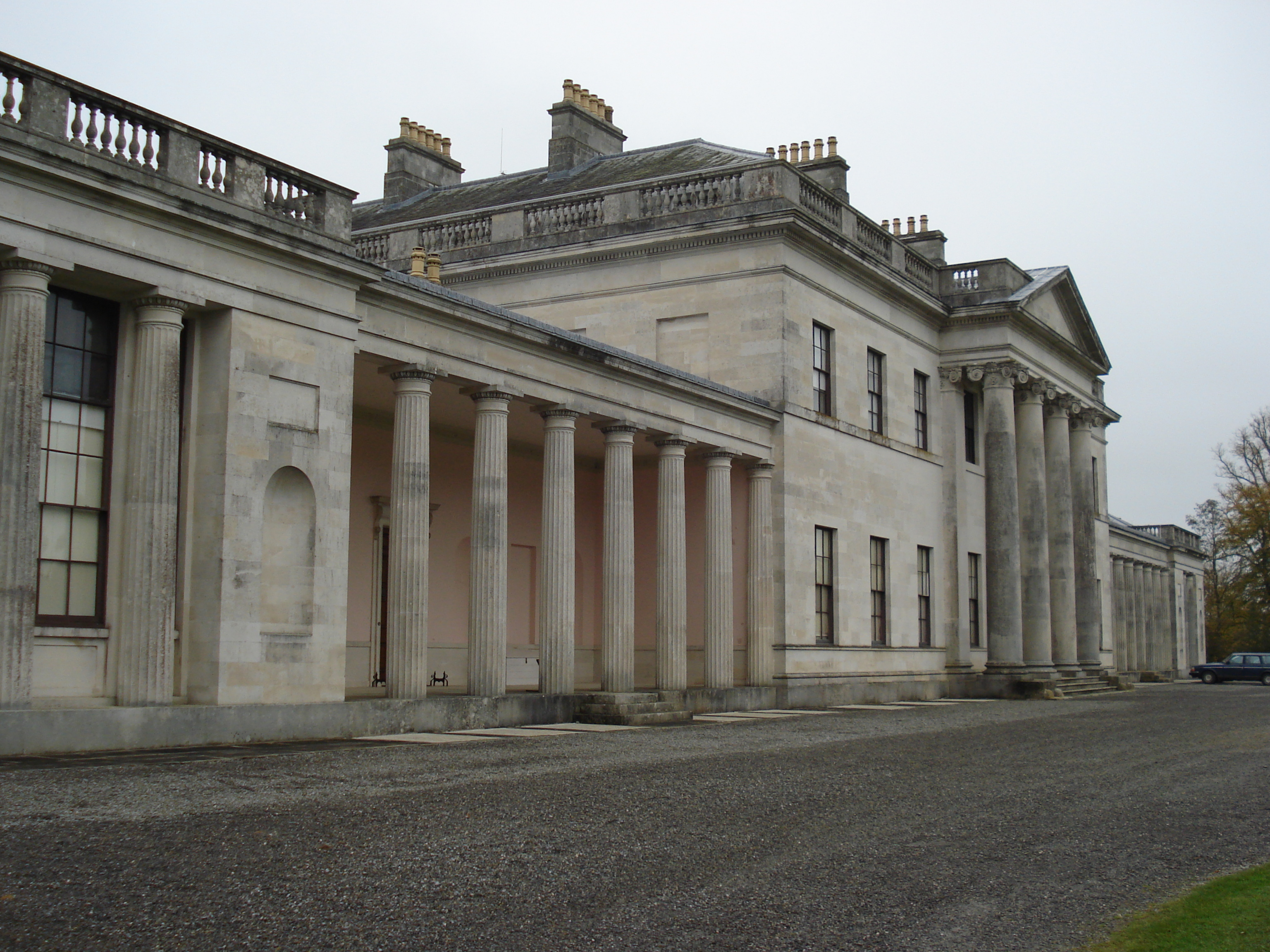
Касл-Кул, Ирландия. 1780-е
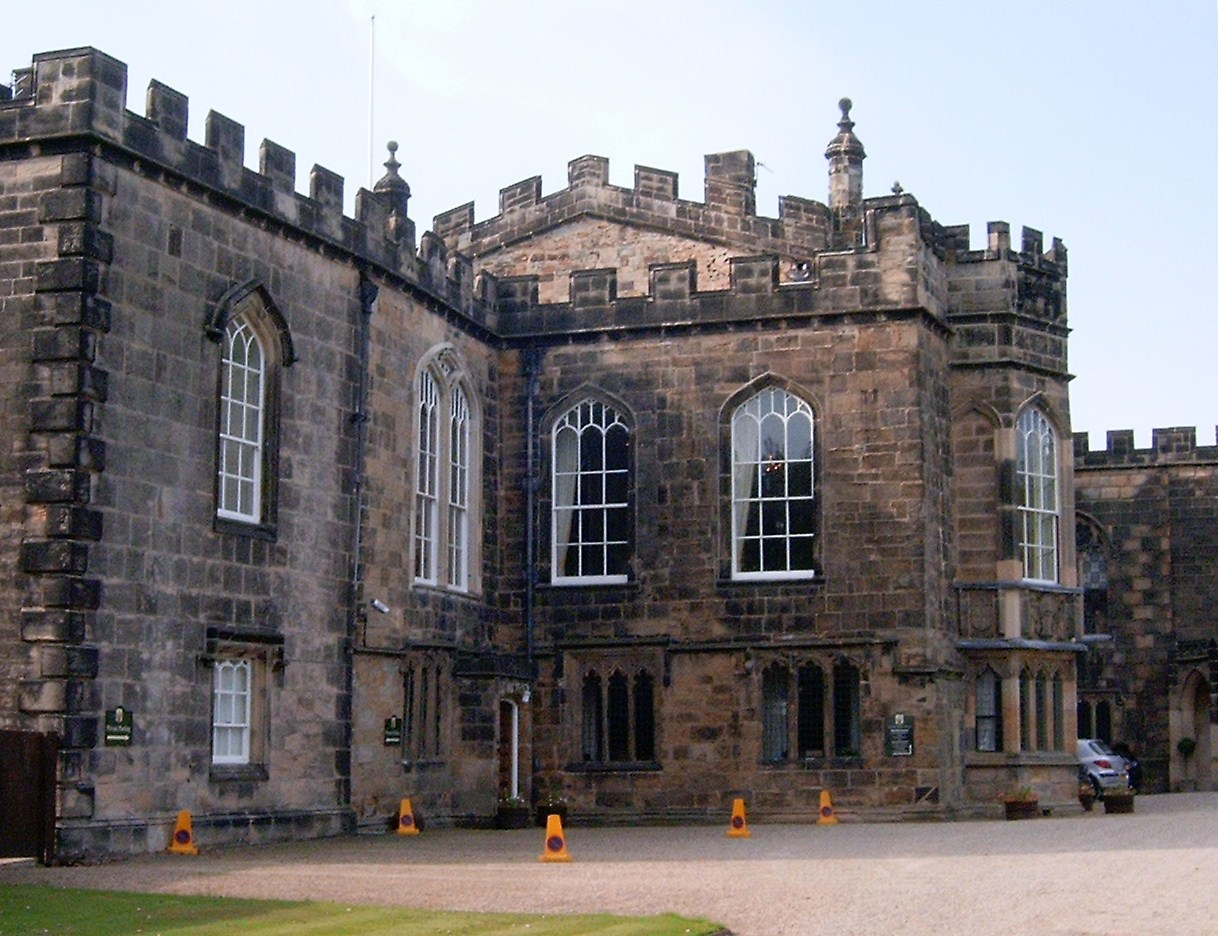
Замок Окланд, Дарем
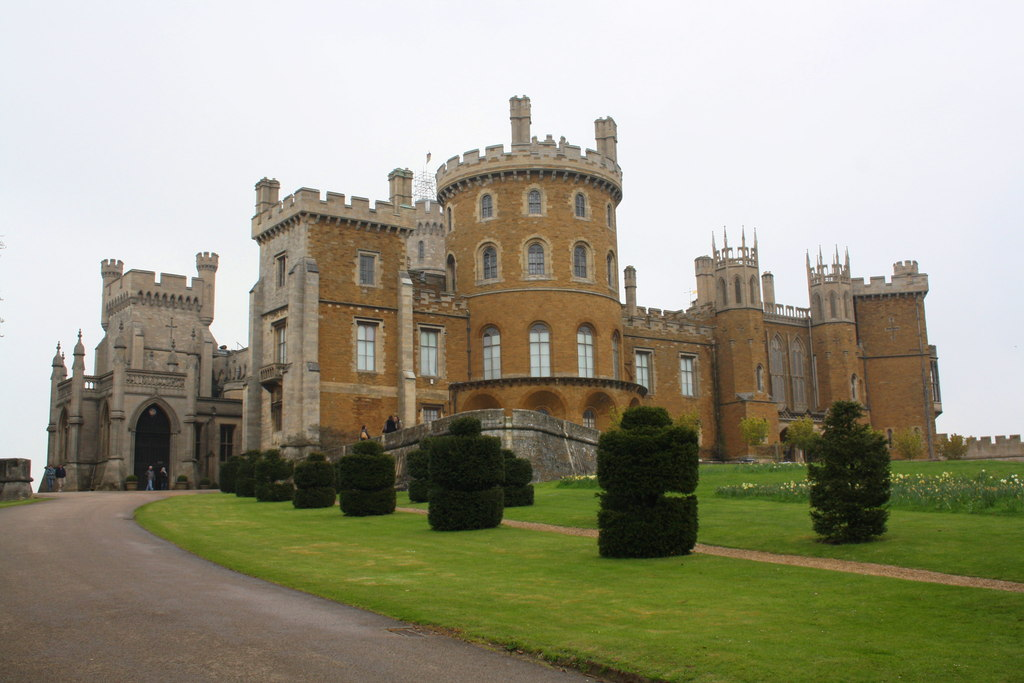
Бивер-Касл, Лестершир (реконструкция).
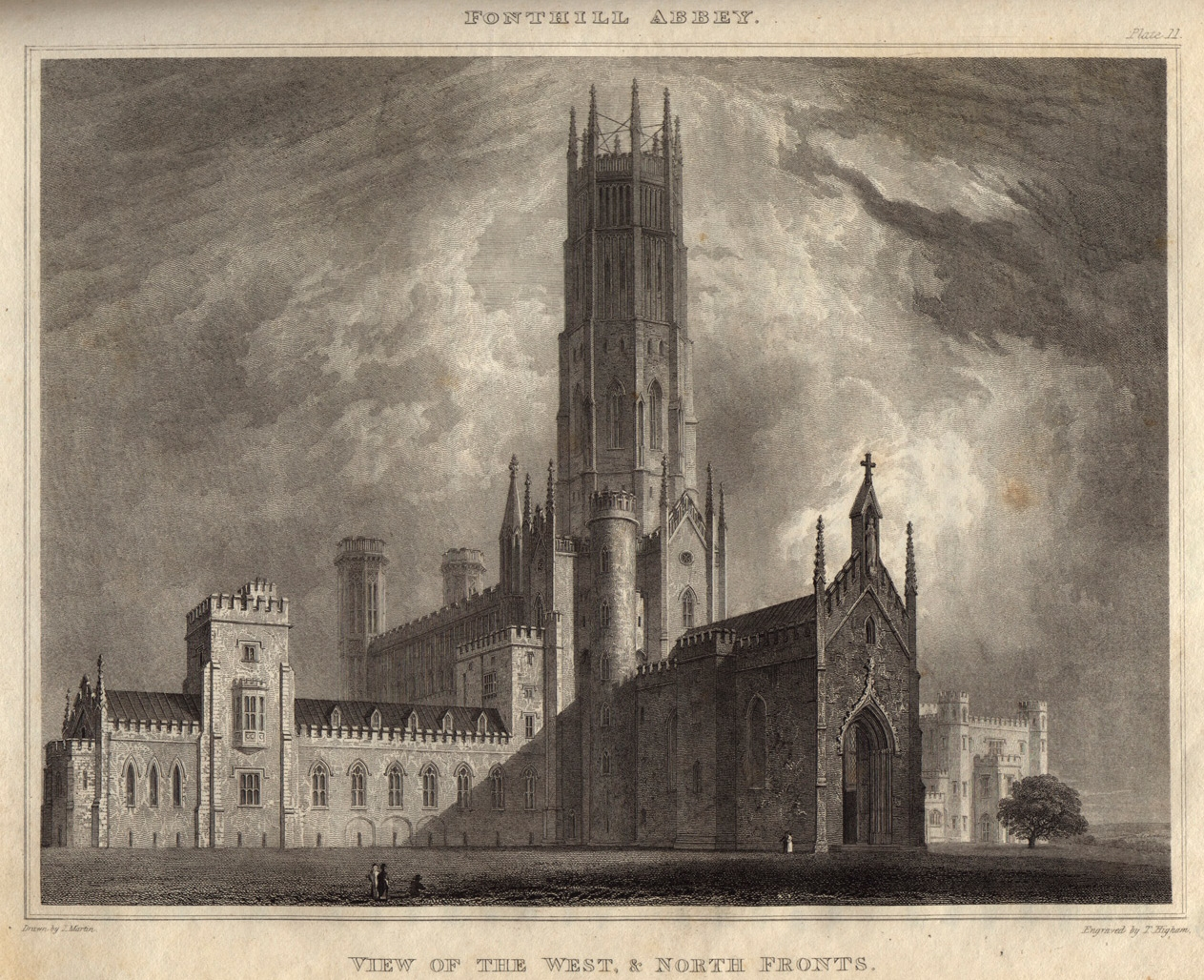
Аббатство Фонтхилл. Идея писателя  У. Бекфорда. Архитектор Дж. Уайетт. Между 1796 и 1813
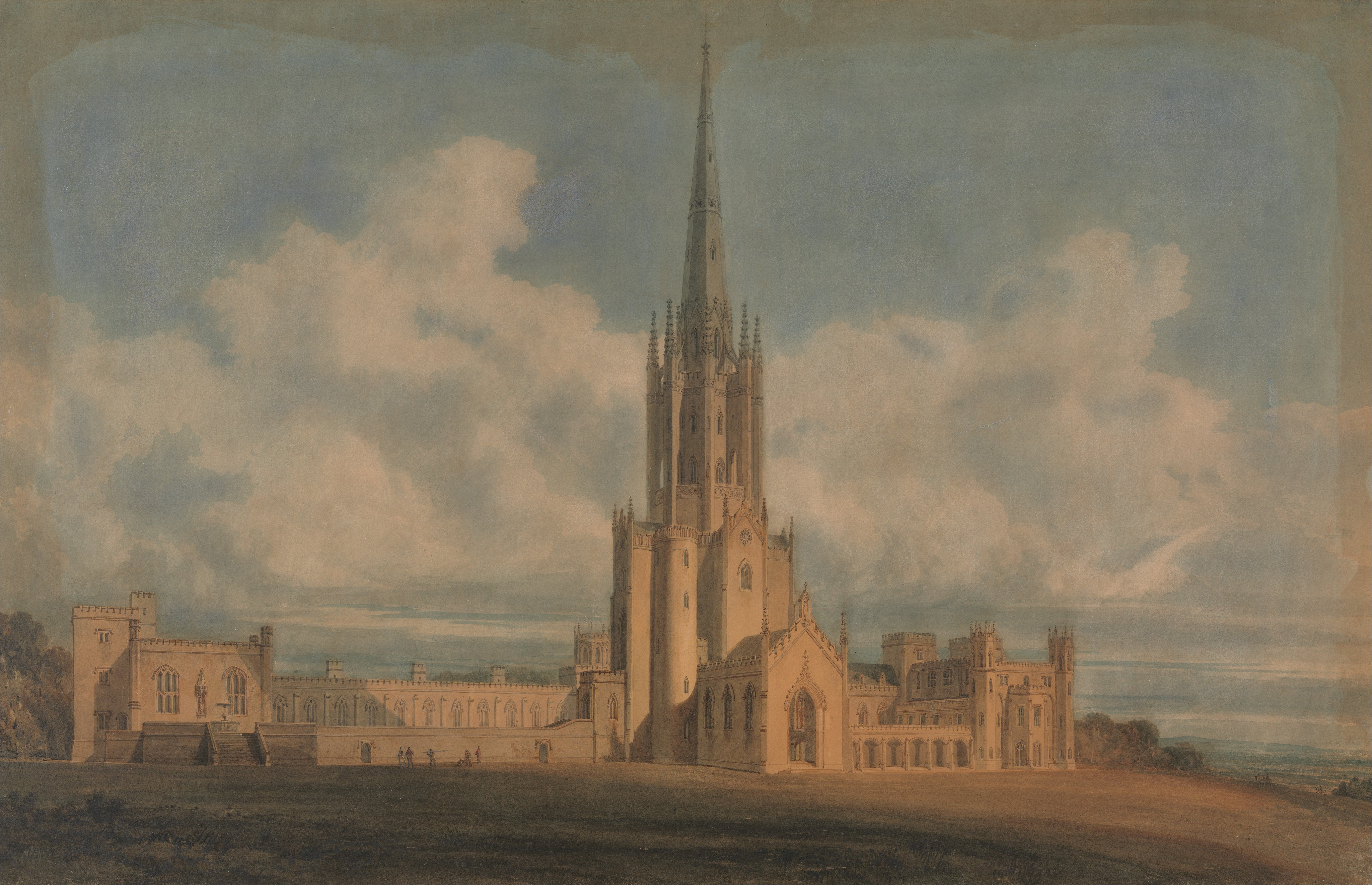
Аббатство Фонтхилл. Проектный вариант. 1798. Акварель
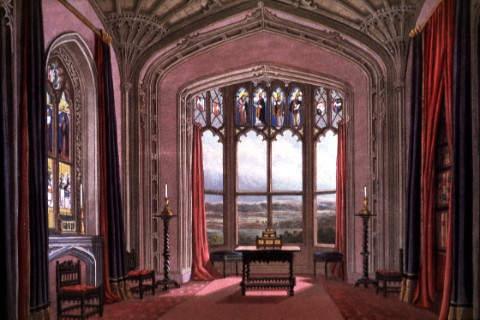
Галерея в замке Фонтхилл. Акварель. 1823
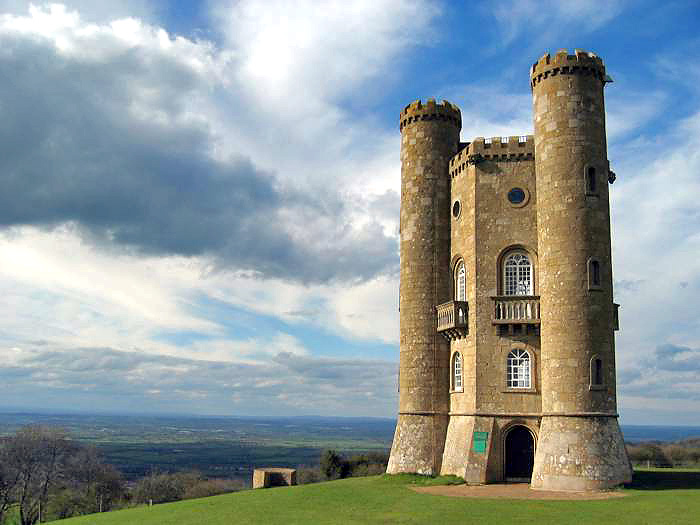
Бродвейская башня. 1797
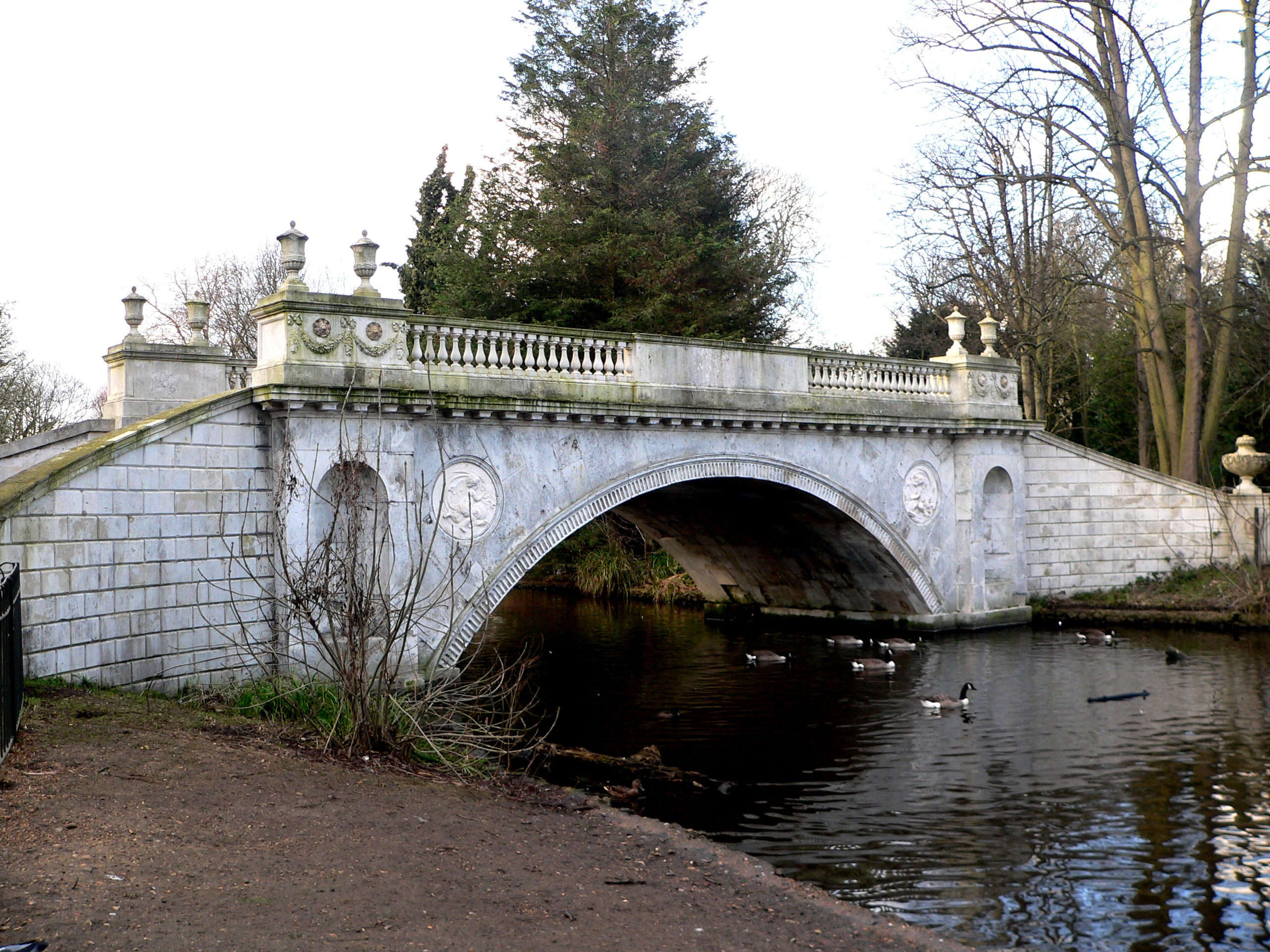
Неоклассический мост. Чизвик